# Jennifer O’Dell
Jennifer O’Dell (* 27. November 1974 in Ridgecrest, Kalifornien) ist eine US-amerikanische Schauspielerin. In Deutschland wurde sie durch die Fernsehserie Die verlorene Welt bekannt.

## Leben
Jennifer O’Dell lebte bis zu ihrem 8. Lebensjahr auf Hawaii. Als sie mit der Familie wieder zurück nach Südkalifornien zog, begann sie Schauspiel-, Tanz- und Gesangsunterricht zu nehmen. Bevor sie erstmals in Fernsehserien und Filmen auftrat, war sie in Musikvideos der Backstreet Boys und David Charvet zu sehen.

## Filmografie
- 1995–1996: Renegade – Gnadenlose Jagd (Renegade, Fernsehserie, zwei Folgen)
- 1995–1997: Palm Beach-Duo (Silk Stalkings, Fernsehserie, drei Folgen)
- 1996: The Undercover Man (Wiseguy, Fernsehfilm)
- 1997: Don King – Das gibt’s nur in Amerika (Don King: Only in America, Fernsehfilm)
- 1997: A spasso nel tempo – L’avventura continua
- 1998: Profiler (Fernsehserie, eine Folge)
- 1998: Pacific Blue – Die Strandpolizei (Pacific Blue, Fernsehserie, eine Folge)
- 1998: Manchmal kommen sie wieder 3 (Sometimes They Come Back … for More)
- 1998: Diagnose: Mord (Diagnosis Murder, Fernsehserie, eine Folge)
- 1998, 1999: Beverly Hills, 90210 (Fernsehserie, drei Folgen)
- 1999: Molly
- 1999–2002: Die verlorene Welt (Sir Arthur Conan Doyle’s The Lost World, Fernsehserie, 66 Folgen)
- 2000: Point Doom
- 2001: Leap Years (Fernsehserie, eine Folge)
- 2003: Scrubs – Die Anfänger (Scrubs, Fernsehserie, eine Folge)
- 2004: Las Vegas (Fernsehserie, eine Folge)
- 2004: Charmed – Zauberhafte Hexen (Charmed, Fernsehserie, eine Folge)
- 2004: She Spies – Drei Ladies Undercover  (She Spies, Fernsehserie, eine Folge)
- 2004: Nip/Tuck – Schönheit hat ihren Preis (Nip/Tuck, Fernsehserie, eine Folge)
- 2005: Window Theory
- 2005: The Closer (Fernsehserie, eine Folge)
- 2005: Out of Practice – Doktor, Single sucht … (Out of Practice, Fernsehserie, eine Folge)
- 2005: CSI: Miami (Fernsehserie, eine Folge)
- 2006: Slayer – Die Vampirkiller (Slayer, Fernsehfilm)
- 2007: Shark (Fernsehserie, eine Folge)
- 2007: CSI: NY (Fernsehserie, eine Folge)
- 2007: Saving Sarah Cain
- 2007: Nevermore
- 2007: Two and a Half Men (Fernsehserie, eine Folge)
- 2008: The Man Who Came Back
- 2008: Navy CIS (NCIS, Fernsehserie, eine Folge)
- 2008: iCarly (Fernsehserie, eine Folge)
- 2010: Black Widow
- 2012: Bones – Die Knochenjägerin (Bones, Fernsehserie, eine Folge)
- 2013: Nomad the Beginning